# ميديتشينا
ميديتشينا (بالإيطالية: Medicina)‏ هي بلدية في مقاطعة بولونيا في إقليم إميليا رومانيا الإيطالي.

## السكان
في سنة 1861 بلغ عدد السكان 10٬708 نسمة، وتطور العدد ليصل في سنة 2011 لـ 16٬526 نسمة.
يظهر هذا المخطط البياني تطور النمو السكاني لـ ميديتشينا

## توأمة
لميديتشينا اتفاقيات توأمة مع:
- شكوفجا لوكا

## أعلام
- جاكومو بولغاريلي